# Darwyn Cooke
Darwyn Cooke (Toronto, Ontario, 16 de noviembre de 1962–Florida, 14 de mayo de 2016) fue un dibujante y guionista de cómics de origen canadiense. 

## Biografía
Debido a su estilo de dibujo caricaturista, le resultó difícil ingresar en el mundo del cómic mainstream hasta que en la década de los 90 fue contratado por Bruce Timm, de la Warner Brothers Animation, para trabajar realizando storyboards para las series animadas de Superman y Batman. Ya en 1999, se había convertido en uno de los principales animadores de la serie Batman Beyond. 
Tras el éxito de su trabajo en animación, DC Comics aprobó un proyecto que Cooke había presentado. Este sería Before Watchmen: Minutemen #1–6 (DC, 2012). Años atrás presentó una novela gráfica titulada Batman: Ego, publicada finalmente en el año 2000, en donde trabajaría como escritor y artista. Esto le abrió las puertas para comenzar a trabajar para Marvel Comics y DC Comics indefinidamente.

## Vida personal
El 13 de mayo de 2016, la esposa de Cooke anunció en su blog oficial que estaba luchando contra una forma "agresiva" de cáncer, declarando "es con profunda pena que anunciamos que Darwyn está recibiendo medicina paliativa a raíz de un ataque agresivo de cáncer. Su hermano Dennis y yo, junto con nuestras familias, agradecemos las manifestaciones de apoyo que hemos recibido. Pedimos privacidad mientras pasamos por este momento tan difícil". Cooke murió a la mañana siguiente, el 14 de mayo de 2016.

### DC COMICS
- Batman: Ego (2000).
- Catwoman N°1-4
- Legion Worlds N°2 (2001)
- Detective Comics N°759-762 (julio a octubre de 2001)
- Batman: Gotham Knights N°23 (2001)
- Gotham Knights #33 (2002)
- 9-11, volumen 2 (2002).
- Catwoman: Selina's Big Score (2002).
- JSA: All Stars N°3 (2003)
- Solo N°1 (2004)
- DC: The New Frontier N°1-6 (2004)
- Green Lantern: Secret Files 2005 (2005).
- Solo N.º 5 (2005).
- Batman/The Spirit (2006).
- The Spirit N°1-6, 8-12 (diciembre de 2006 a enero de 2008)
- Superman Confidential N°1-5, 11 (noviembre de 2006-07, 2008)
- Justice League: The New Frontier (2008).
- Jonah Hex N°33 (2008)
- Jonah Hex N°50 (2009)
- Before Watchmen: Minutemen #1–6 (DC, 2012). Escritor y dibujante.
- Before Watchmen: Silk Spectre #1–4 (DC, 2012). Escritor con la dibujante Amanda Conner.

### Marvel
- Just Imagine Stan Lee with Chris Bachalo creating Catwoman (2002)
- X-Statix N°1 (2002)
- Marvel Double Shot N°3 (2002)
- X-Force N°124 (2002)
- Spider-Man: Tangled Web N°11 (2002)
- Spider-Man's Tangled Web N°21 (2003)
- Wolverine/Doop N°1-2 (2003).

### Otras editoriales
- Richard Stark's Parker: The Hunter (IDW Comics, 2009)
- Richard Stark's Parker: The Man With the Getaway Face - A Prelude to The Outfit (IDW Comics, 2010)
- Richard Stark's Parker: The Outfit (IDW Comics, 2010)
- Richard Stark's Parker: The Score (IDW Comics, TBA)
- Richard Stark's Parker: Slayground (IDW Comics, TBA)

### DC/Vertigo
- Batman Beyond N°4, 23 y 24
- Weird Western Tales N°1 (2001)
- Batman: Gotham Adventures N°45 y N°50 (DC Comics, 2001)
- Batman Gotham Knights N°12 (2002)
- Justice League Adventures #7 (2002)
- Bad Girls #1-5 (2003)
- The Spirit N°1-13 (2007–2008)
- Jonah Hex  N°33, 50 (2008)

### Marvel
- Rawhide Kid N°4 (Marvel, 2003)

### Otras editoriales
- Season of the Witch N°2 (Image Comics 2005)
- Toronto Comics Festival 2005 (Free Comic Books Day)
- The Comics Journal N°285 (2007)
- Red Menace N°1 (portada alternativa) (WildStorm Comics, 2007)
- Painkiller Jane N°3 (Dynamite, 2007)
- Elk's Run Bumper Edition (Speakeasy Comics, 2005)
- Spellgame N°1-3 (Speakeasy Comics, 2005)
- Toronto Comics Festival 2007 (Free Comic Books Day)